# Pladevibrator
En pladevibrator, af og til kaldet en stamper er en maskine der bruges til at pakke jord, sten eller asfalt der ligger løst. I princippet er effekten den samme som med en vejtromle, men pladevibratoren har visse fordele hvad angår størrelse og effekten i forhold til størrelsen.
Maskinen har som regel en benzindrevet motor der driver et svinghjul. Ved hjælp af ujævn vægtfordeling i svinghjulet får man bundpladen til at vibrere, og denne vibration ryster underlaget sammen ved at de mindre korn falder ned i hulrum mellem de større korn. Håndtaget er affjedret for at modvirke at vibrationerne overføres direkte til arbejderen, men en del vibration kan ikke undgås, og det anbefales at holde pauser jævnligt og ikke arbejde for mange timer om dagen med maskinen. Som regel er høreværn påbudt.
Ved kørsel på vådt underlag trækkes vandet op til overfladen og kan i værste fald danne en kviksandslignende substans.